# Cochleanthes
Cochleanthes är ett släkte av orkidéer. Cochleanthes ingår i familjen orkidéer.
Kladogram enligt Catalogue of Life:
| Cochleanthes | \| \| Cochleanthes aromatica \| \| \| \| \| \| Cochleanthes flabelliformis \| \| \| \| \| \| Cochleanthes lueddemanniana \| \| \| \| \| \| Cochleanthes trinitatis \| \| \| \| |
|              | \| \| Cochleanthes aromatica \| \| \| \| \| \| Cochleanthes flabelliformis \| \| \| \| \| \| Cochleanthes lueddemanniana \| \| \| \| \| \| Cochleanthes trinitatis \| \| \| \| |
|              | Cochleanthes aromatica |
|              | |
|              | Cochleanthes flabelliformis |
|              | |
|              | Cochleanthes lueddemanniana |
|              | |
|              | Cochleanthes trinitatis |
|              | |

## Bildgalleri

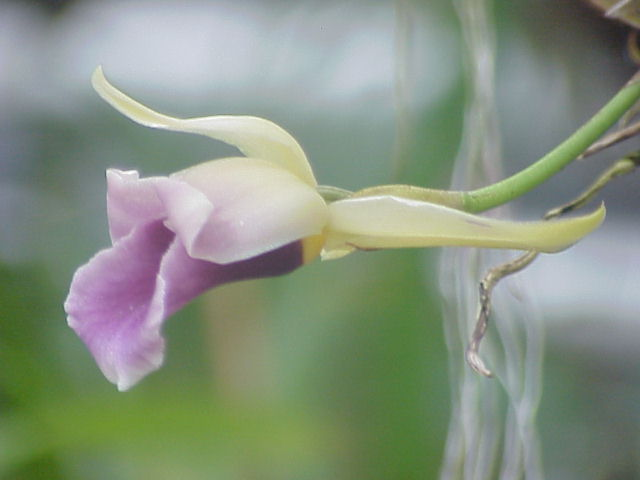
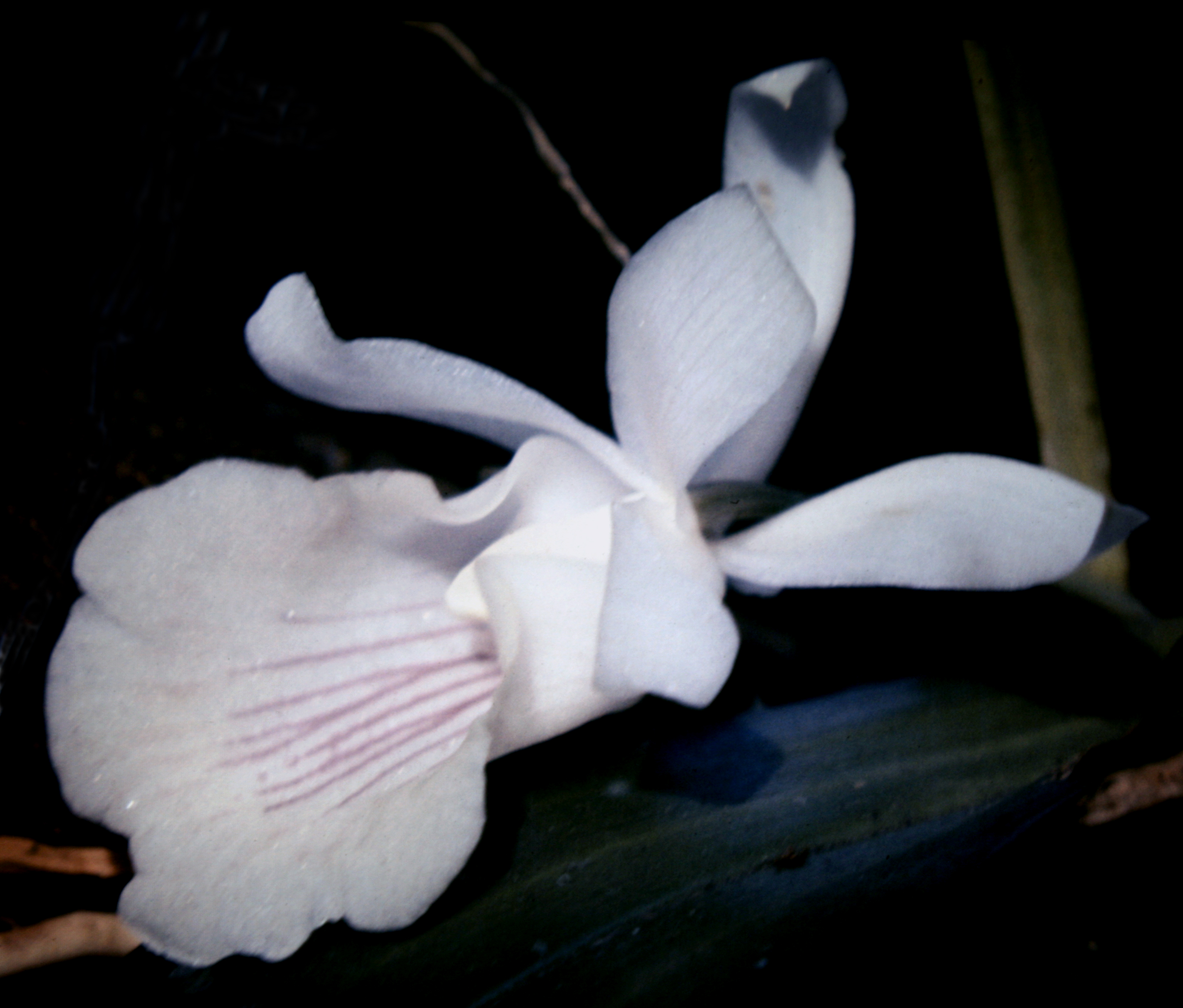
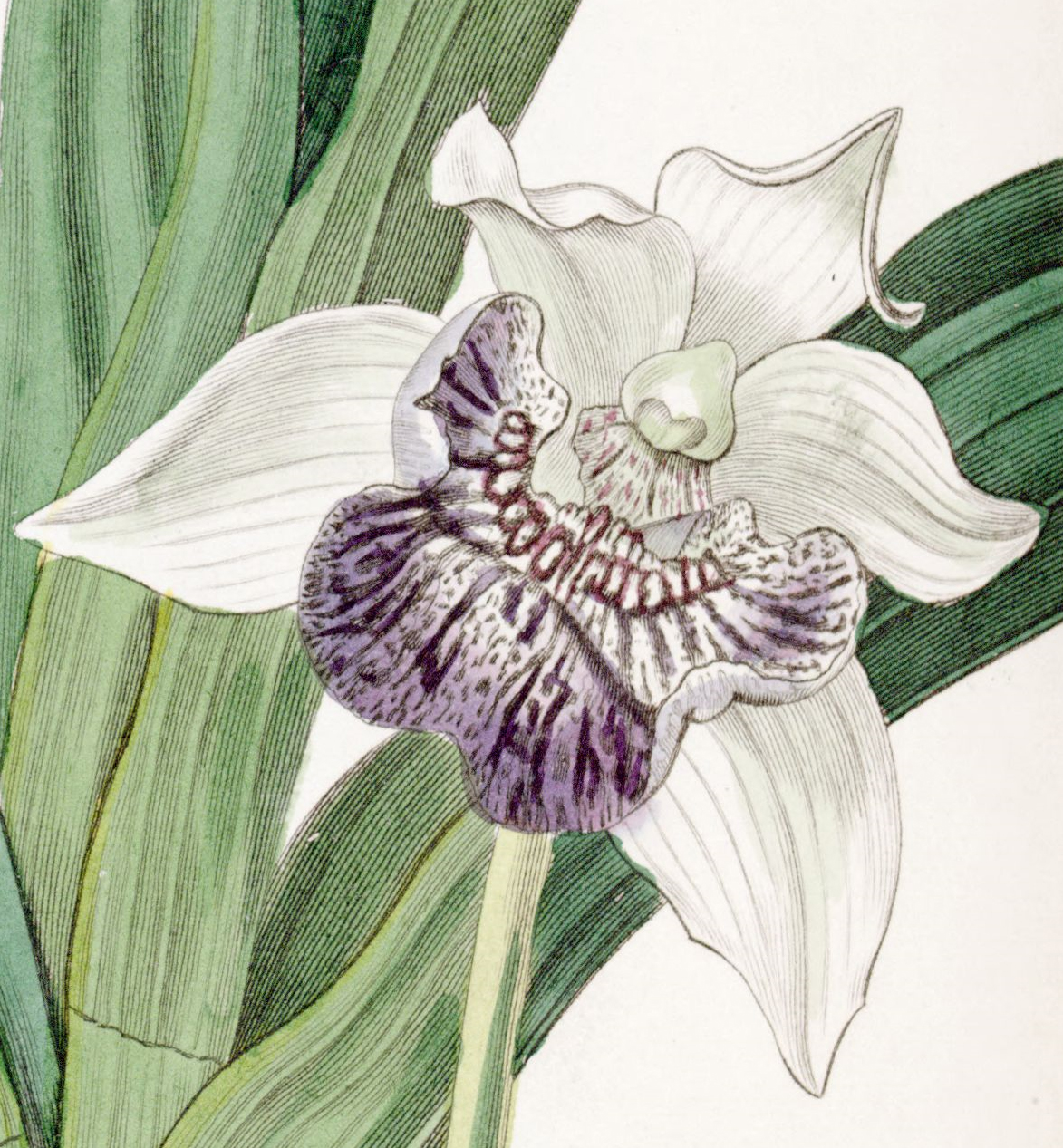